# Planetella tumorifica
Planetella tumorifica är en tvåvingeart som först beskrevs av Ewald Rübsaamen 1899.  Planetella tumorifica ingår i släktet Planetella och familjen gallmyggor. Inga underarter finns listade i Catalogue of Life.